# Ève (chanson)
Pistes de Magnolias for Ever
Et je t'aime tellement L'amour vient, l'amour va
Ève est une chanson française chantée en 1977 par Claude François. Initialement parue sur l'album Magnolias for Ever en 1977, elle figure en face B du 45 tours Alexandrie Alexandra.